# Moulinet, Alpes-Maritimes

Moulinet este o comună în departamentul Alpes-Maritimes din sud-estul Franței. În 1 ianuarie 2022 avea o populație de 253 de locuitori.